# Culicoides newsteadi
Culicoides newsteadi är en tvåvingeart som beskrevs av Austen 1921. Culicoides newsteadi ingår i släktet Culicoides och familjen svidknott. Inga underarter finns listade i Catalogue of Life.